# Campionati Internazionali di Sicilia 1998 - Qualificazioni doppio
Le qualificazioni del doppio dei Campionati Internazionali di Sicilia 1998 sono state un torneo di tennis preliminare per accedere alla fase finale della manifestazione. I vincitori dell'ultimo turno sono entrati di diritto nel tabellone principale. In caso di ritiro di uno o più giocatori aventi diritto a questi sono subentrati i lucky loser, ossia i giocatori che hanno perso nell'ultimo turno ma che avevano una classifica più alta rispetto agli altri partecipanti che avevano comunque perso nel turno finale.
Le qualificazioni del doppio del torneo Campionati Internazionali di Sicilia 1998 prevedevano 4 coppie partecipanti di cui una è entrata nel tabellone principale.

## Teste di serie
1. Eduardo Nicolas-Espin /  German Puentes-Alcaniz (primo turno)

1. Álex Calatrava /  Albert Portas (primo turno)

## Qualificati
1. Francesco Aldi  /   Federico Luzzi

## Tabellone

### Legenda
| - Q = Qualificato - WC = Wild card - LL = Lucky loser | - ALT = Alternate - SE = Special Exempt - PR = Protected Ranking | - w/o = Walkover - r = Ritirato - d = Squalificato |

|  | Primo turno | Primo turno                                  | Primo turno                                  | Primo turno | Primo turno |  |  | Ultimo turno                  | Ultimo turno                  | Ultimo turno | Ultimo turno | Ultimo turno |  |
|  |             |                                              |                                              |             |             |  |  |                               |                               |              |              |              |  |
|  |             | Francesco Aldi Federico Luzzi                | Francesco Aldi Federico Luzzi                | 7           | 6           |  |  |                               |                               |              |              |              |  |
|  | 1           | Eduardo Nicolas-Espin German Puentes-Alcaniz | Eduardo Nicolas-Espin German Puentes-Alcaniz | 6           | 4           |  |  | Francesco Aldi Federico Luzzi | Francesco Aldi Federico Luzzi | 3            | 7            | 6            |  |
|  |             | Guillermo Cañas Dušan Vemić                  | 4                                            | 6           | 7           |  |  | Guillermo Cañas Dušan Vemić   | Guillermo Cañas Dušan Vemić   | 6            | 6            | 4            |  |
|  | 2           | Álex Calatrava Albert Portas                 | 6                                            | 1           | 5           |  |  |                               |                               |              |              |              |  |